# Ponometia bicolorata
Ponometia bicolorata es una especie de lepidóptero de la familia Noctuidae. Se encuentra en América del Norte, Central y parte de Sudamérica.
El  número Hodges (MONA: Moths of America) de Ponometia bicolorata es 9084.

## Descripción
La especie es sexualmente dimorfa. En los machos, la mitad basal del ala anterior es amarilla con un fuerte matiz verde. En contraste, la mitad exterior es marrón oscuro con una apariencia áspera. La línea postmedial es una línea inclinada que consiste en una serie de rayas negras irregulares. El tórax es de color verde amarillo. El ala posterior está muy cubierta de marrón oscuro. La hembra también tiene dos tonos, pero en la dirección opuesta. Los dos tercios inferiores de las alas anteriores son de tono algo marrón, que van desde el marrón oscuro o el marrón grisáceo hasta el marrón anaranjado. El tercio superior del ala anterior a lo largo de la costa es amarillo opaco. En unos pocos ejemplares hembras  hay una ligera indicación de una línea vertical postmedial. Expansión delantera de la base al ápice en un individuo seleccionado de 10 mm.

## Distribución
Esta especie tiene sus límites al norte en el oeste de Texas y el sur de Arizona. Su distribución se extiende hacia el sur a lo largo de México y América Central. También ha sido recogida en el centro-norte de Venezuela.